# Rheinischer Expressionismus

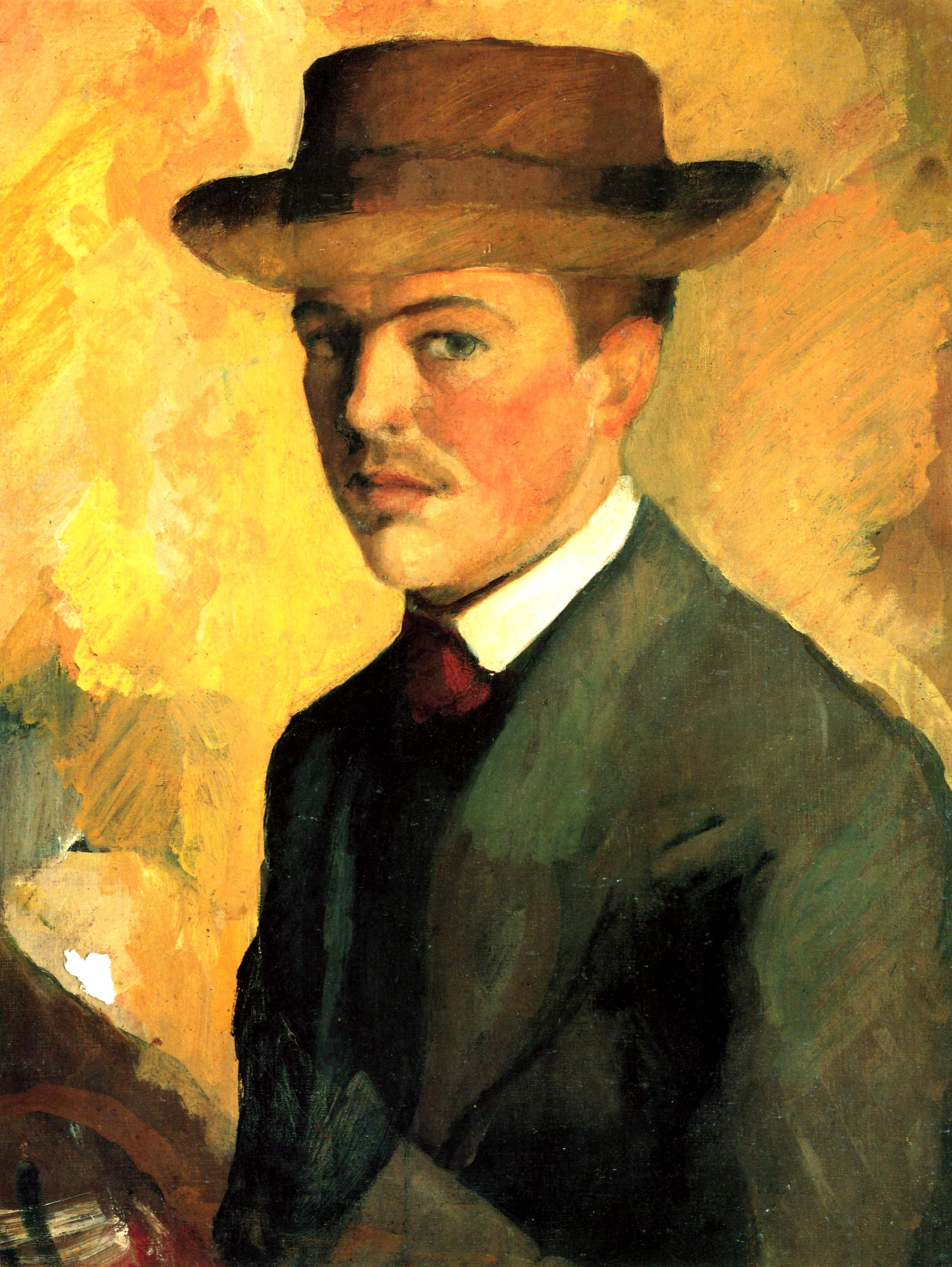
August Macke: Selbstporträt mit Hut (1909)

Rheinische Expressionisten nennt man die avantgardistische Künstlergruppe, die sich dem Expressionismus verwandt fühlte, einen expressiven Malstil mit leuchtenden Farben und vereinfachten Formen pflegte und im Rheinland angesiedelt war. Den Begriff des „Rheinischen Expressionismus“ hatte August Macke 1913 geprägt. Die Maler hatten kein gemeinsames künstlerisches Konzept, sondern griffen Tendenzen des Fauvismus oder des Futurismus auf und wiesen damit eine gewisse Nähe zu Entwicklungen der französischen Kunst auf, während sie sich meist vom aggressiven, tabuverletzenden Pathos der Dresdner Künstler der Brücke absetzten. Die Zeit unmittelbar vor dem Ersten Weltkrieg gilt als der Kulminationspunkt der Gruppe.

## Aktivitäten
1912 stellten Vertreter des „Rheinischen Expressionismus“ in der Sonderbund-Ausstellung in Köln aus. Im darauffolgenden Jahr initiierte Macke die „Ausstellung Rheinischer Expressionisten“ in Bonn, die den seit Jahren bestehenden Freundeskreis zu einer Künstlergruppe zusammenschloss. Mackes Ziel war es, das Rheinland neben Berlin und München zu einem fortschrittlichen künstlerischen Zentrum zu etablieren, wozu die Begriffsschöpfung dienen sollte. 16 Künstler waren bei der Ausstellung vom 10. Juli bis zum 10. August 1913 im Hause der Verlagsbuchhandlung von Friedrich Cohen vertreten. Im September 1913 waren acht Künstler beim Ersten Deutschen Herbstsalon in Berlin vertreten.
Der Beginn des Ersten Weltkriegs im Jahr 1914 markierte einen Einschnitt in der Entwicklung des Expressionismus, denn viele Künstler mussten Militärdienst leisten,  August Macke und Franz Seraph Henseler fielen dem Krieg zum Opfer. Einige Maler schlossen sich ab 1919 der Gruppe Das Junge Rheinland an.
Im August-Macke-Haus in Bonn befinden sich das Archiv des Rheinischen Expressionismus sowie eine Handbibliothek.

## Vertreter dieser Gruppe

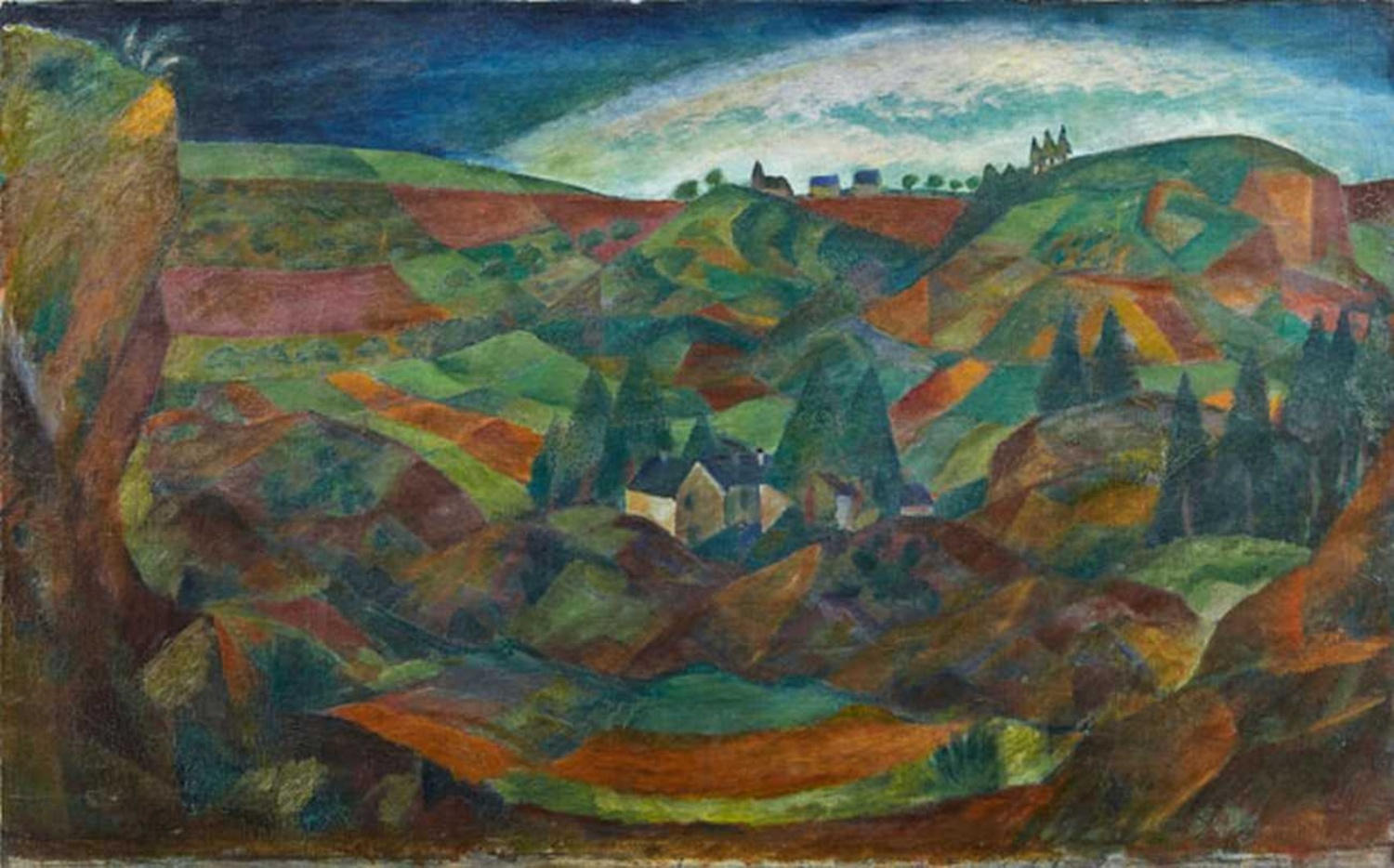
Paul Adolf Seehaus: Große Eifellandschaft, 1916

Walter Ophey: Porträt Elisabeth Boehme-Kohlschein, um 1916

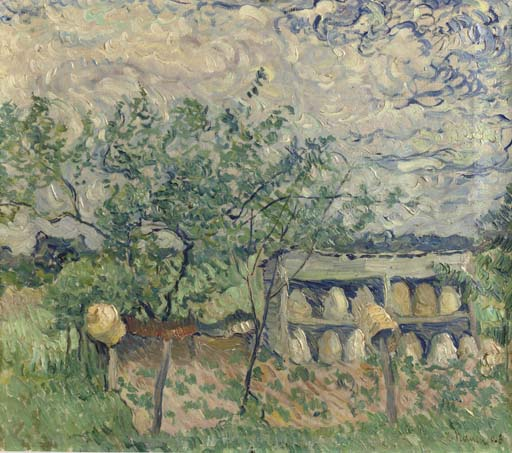
Heinrich Nauen: Bienenstöcke im Garten, 1906

- Heinrich Campendonk (1889–1957), deutsch-niederländischer Maler und Grafiker
- Heinrich Maria Davringhausen (1894–1970), Maler, in einer Frühphase
- Heinrich Dieckmann (1890–1963), Maler und Designer
- Ernst Moritz Engert (1892–1986), Silhouettenkünstler, Grafiker und Maler
- Max Ernst (1891–1976), Maler, Grafiker und Bildhauer, in einer Frühphase
- Otto Feldmann (1881–1942), Grafiker, Maler und Galerist
- Franz Seraph Henseler (1883–1918), Graphiker und Maler
- Franz M. Jansen (1885–1958), Maler und Grafiker
- Joseph Kölschbach (1892–1947), Maler
- Hans Kruzwicki (1885–1971), Maler
- Ulrich Leman (1885–1988), Maler
- August Macke (1887–1914), Maler
- Helmuth Macke (1891–1936), Maler
- Marie von Malachowski-Nauen (1880–1943), Malerin
- Heinz May (1878–1954), Maler
- Carlo Mense (1886–1965), Maler
- Heinrich Nauen (1880–1940), Maler
- Walter Ophey (1882–1930), Maler und Grafiker
- Olga Oppenheimer (1886–1941), Malerin und Grafikerin
- Paul Reinehr (1922–2009), Sonderschulrektor
- Hermann Schmitz (1904–1931), Künstler, zeitweise
- Jean Paul Schmitz (1899–1970), Maler, Zeichner und Grafiker
- Paul Adolf Seehaus (1891–1919), Maler
- William Straube (1871–1954), Maler
- Hans Thuar (1887–1945), Maler
- Hans Vincenz (1900–1976), Maler
- Anton Wendling (1891–1965), Maler, Hochschullehrer und Schöpfer von expressionistischen Kirchenfenstern
- Gustav Wiethüchter (1873–1946), Künstler, Maler, Grafiker und Medailleur